# Myndus akko
Myndus akko är en insektsart som beskrevs av Kramer 1979. Myndus akko ingår i släktet Myndus och familjen kilstritar. Inga underarter finns listade i Catalogue of Life.